# 1949 في فرنسا
فيما يلي قوائم الأحداث التي وقعت خلال عام 1949 في فرنسا.

## سياسة

### انتهاء فترة المنصب
- 1 يناير – روبير شومان عضو المجلس العام  [لغات أخرى]‏.

## رياضة
- 1 يناير – سباق باريس روبيه 1949
- 17 يوليو – جائزة فرنسا الكبرى 1949 الفائز لويس تشيرون.

## ظهور
- 1 يناير – الإذاعة والتلفزيون الفرنسي
- 1 يناير – باري ماتش
- 1 يناير – في انتظار غودو

## أفلام
من الأفلام التي صدرت هذه السنة في فرنسا:
- 19 سبتمبر – أسوار مالاباجا من إخراج رينيه كليمنت.

## كتب
من الكتب التي صدرت هذه السنة في فرنسا:
- 1 يناير – التجذر من تأليف سيمون فايل.
- 1 يناير – الجنس الآخر من تأليف سيمون دي بوفوار.
- 1 يناير – رحلة القدر. تقرير واعتراف من تأليف ألفرد دوبلن.

## مواليد

### يناير
- 1 يناير – أوليفييه روا
- 1 يناير – ميشال فارشفسكي صحفي إسرائيلي.
- 1 يناير – نيكولاس دو أنجليس موسيقي فرنسي.

### فبراير
- 6 فبراير – أوليفييه شوفالييه متسابق دراجات نارية فرنسي.
- 23 فبراير – برونو سابي سائق رالي فرنسي.

### مارس
- 5 مارس – برنار أرنو
- 22 مارس – جان ميشيل أولاس
- 22 مارس – فاني اردانت ممثلة فرنسية.
- 25 مارس – فيليب دو فيلييه سياسي فرنسي.

### أبريل
- 1 أبريل – بالوما بيكاسو
- 7 أبريل – باتريك شوفيل
- 9 أبريل – فيليب سانسونيتي
- 16 أبريل – كلود بابي لاعب كرة قدم فرنسي.
- 25 أبريل – دومينيك ستراوس كان عالم اقتصاد فرنسي.

### مايو
- 7 مايو – ماري جورج بوفيه سياسية فرنسية.
- 13 مايو – جان غاليسي لاعب كرة قدم فرنسي.
- 19 مايو – فرانسوا فيليكس لاعب كرة قدم.
- 22 مايو – ريمون مارتن درّاج طريق فرنسي.

### يونيو
- 1 يونيو – باتريك لابيير كاتب فرنسي.
- 3 يونيو – جان بيار لو كلارك ممثل فرنسي.
- 25 يونيو – باتريك تامباي

### يوليو
- 25 يوليو – فرانسيس سميريكي

### أغسطس
- 12 أغسطس – جوليان لوبير موسيقي فرنسي.
- 13 أغسطس – فيليب بوتي
- 23 أغسطس – جاك ويبر
- 28 أغسطس – آلان سانتي دراج فرنسي.

### سبتمبر
- 10 سبتمبر – باتريك برويسي لاعب كرة مضرب فرنسي.
- 14 سبتمبر – جيرارد لارشيه سياسي فرنسي.
- 25 سبتمبر – جان بوتي لاعب كرة قدم فرنسي.
- 30 سبتمبر – إلين باركر ممثلة أمريكية.

### أكتوبر
- 22 أكتوبر – أرسين فينغر لاعب ومدرب كرة قدم فرنسي.

### نوفمبر
- 22 نوفمبر – جان لويس تريو رجل أعمال فرنسي.

### ديسمبر
- 2 ديسمبر – جان فرانسوا جودار لاعب كرة قدم.
- 19 ديسمبر – كريستيان دالجير لاعب كرة قدم فرنسي.

## وفيات

### فبراير
- 15 فبراير – كاميلي بلوخ (مواليد 1865) مؤرخ فرنسي.

### مارس
- 13 مارس – هنري جيرو (مواليد 1879)
- 26 مارس – ليون لفل (مواليد 1910) درّاج طريق فرنسي.

### يوليو
- 9 يوليو – بيير جوغيه (مواليد 1869)

### أغسطس
- 22 أغسطس – إدموند جالو (مواليد 1878) كاتب فرنسي.

### نوفمبر
- 5 نوفمبر – ليون جورجيت (مواليد 1879) دراج فرنسي.
- 24 نوفمبر – رينيه مير (مواليد 1878)